# 住吉ちほ
住吉 ちほ（すみよし ちほ、1979年6月24日 - ）は、日本の女優、元子役。
兵庫県宝塚市出身。血液型はO型。舞夢プロ所属。かつてはソルトアースに所属していた。
小学4年生の時、バラエティ番組『あっぱれさんま大先生』（フジテレビ）でデビューし、16歳までレギュラー出演していた。
兄が2人いる。趣味は家の間取りを見ること、犬についての勉強、ヨガ。特技は家の片づけ。琴の生田流新絃社準師範の資格を持つ。
女優・浅田美代子が代表を務める動物愛護チャリティ団体「Tier Love（ティア・ラブ）」の実行委員を務め、代表の浅田をサポートしている。

## 出演

### バラエティ
- あっぱれさんま大先生（1989年5月1日 - 1996年3月21日、フジテレビ）
- あっぱれ!!さんま大教授（2006年12月24日、フジテレビ）
- 元祖!でぶや（テレビ東京）
- なるほど!ザ・ワールド（フジテレビ）
- めちゃ×2モテたいッ!（フジテレビ）
- クイズ☆タレント名鑑 ギリギリ有名人が逃走中（2012年1月29日、TBS）
- バイキング 人気の子役業界 裏側大公開SP（2016年5月3日、フジテレビ）
  - 「生まれ変わっても子役をやりますか?」の質問に対し「やりたい」と回答。その理由として「人とは違うことをやらせてもらって、縁に生かされているので、芸能界という縁に関わりたい」と答えている[4]。

### ドラマ
- 温泉へ行こう 第4シリーズ（2003年、TBS） - 若林麻子 役
- 役者魂!（2006年、フジテレビ）
- 金曜プレステージ「更生人 土門恭介の再犯ファイル〜罪を犯した女たち〜」（2014年2月21日、フジテレビ）
- 水曜ミステリー9「ドクターハート2 薮田公介の事件カルテ」（2016年1月13日、テレビ東京）
- NHK BSプレミアム「PTAグランパ!」（2017年、NHK）

### 映画
- FAMILY（三池崇史監督、2001年） - ヘルパー 役
- 新・空手バカ一代（宮坂武志監督、2003年） - 母親 役
- くもり ときどき 晴れ（板橋基之監督、2019年） - 千夏 役

### 舞台
- 東京セレソン公演「律儀な君の照れ笑いは夕闇にすすけてたし…」（2000年）
- 東京セレソンデラックス公演「ぴえろ」（2001年）
- バキューム・ブラザース「指揮者のうた」（2013年）[5]

### CM
- 山勇水産
- 丸大ハム
- 合食「美味しい減塩シリーズ」（2019年）